# 罗多尼亚
罗多尼亚，是西班牙加泰罗尼亚塔拉戈纳省的一个市镇。总面积8平方公里，总人口443人（2001年），人口密度55人/平方公里。